# Cataclinusa bucki
Cataclinusa bucki är en tvåvingeart som beskrevs av Schmitz 1927. Cataclinusa bucki ingår i släktet Cataclinusa och familjen puckelflugor. Inga underarter finns listade i Catalogue of Life.